# Бруктери

Ареал розселення бруктерів (bructères) в I ст. н. е. (червоний колір)

Бруктери (лат. Boroctra/Bructeri; грец. Βρούκτεροι/Βουσάκτεροι; нім. Botheresgau/Botheresge) — давньогерманське плем'я, що жило між річкою Ліппе та верхньою частиною басейну річки Емс, на території сучасної німецької землі Північний Рейн-Вестфалія. Походження назви бруктерів спірне. Існує гіпотеза, що воно походить від слова brook — струмок.